# 元叔仁
元叔仁（6世紀？—528年5月17日），河南郡洛阳县（今河南省洛阳市东）人，追尊魏景穆帝拓跋晃的玄孙，安西将军、相州刺史、中山文庄王元熙第四子，北魏宗室、官员。

## 生平
正光元年（520年）七月，元叔仁与父亲元熙一起前往镇守邺城，当时刘腾、元叉隔绝灵太后和魏孝明帝元诩不见面，假传诏令杀死清河王元怿，元熙因此起兵反对刘腾和元叉，被击败后与四个儿子元景献、元仲献、元叔献、元叔仁都被俘获。正光元年八月廿四日（520年9月21日），元叔仁的父亲元熙、叔叔元纂以及三个哥哥同时被杀。元叔仁因为年幼得以保全，与母亲于氏一起被流放到朔州。孝昌元年，灵太后诏令元叔仁回到京城，归还他家的财产住宅。孝昌二年三月庚子（526年3月29日），朝廷恢复元熙的中山王爵位，以元叔仁继承爵位，授任征虏将军、通直散骑常侍。建义元年四月庚子（528年5月17日），元叔仁在河阴之变中遇害，朝廷赠予卫大将军、仪同三司、并州刺史。

## 家庭

### 父母
- 元熙，北魏安西将军、相州刺史、中山文庄王
- 河南于氏，北魏领军、灵寿武敬公于忠之女[6][7][8][9]

### 兄弟姐妹
- 元景献
- 元仲献，北魏员外散骑侍郎
- 元叔献
- 元氏，嫁卢道和之子卢景熙[10]
- 元义华，元熙第四女[11]

### 子女
- 元琳，承袭为中山王，北齐接受禅让后，爵位按照例子降低[12]